# Sedgemoor
Sedgemoor est un district non métropolitain du comté du Somerset, en Angleterre. Le chef-lieu est Bridgwater.

## Histoire
La bataille de Sedgemoor se déroula le 6 juillet 1685 près de Bridgwater, cette bataille mit fin aux espoirs du duc de Monmouth de s'emparer du royaume d’Angleterre.

## Hydrologie
- Parrett
- Brue
- Huntspill